# Llorenç González
Llorenç González Ramírez (Barcelona, 1 de octubre de 1984)  es un actor español conocido por su participación en la serie de televisión Gran Hotel y en la película El sexo de los Ángeles.

## Biografía
Hijo de padres profesores, y hermano del también actor Robert González, Llorenç es un actor catalán con estudios de música.
Con El sexo de los ángeles, dio el salto al cine, pero fue el papel de Andrés en la serie de Antena 3 Gran Hotel el que lo dio a conocer entre el gran público. Participó desde la segunda temporada en la exitosa Velvet interpretando a Jonás Infantes y, en la actualidad, forma parte del reparto principal de su spin-off Velvet Colección. Llorenç participó durante unos meses en la producción española de Billy Elliot en el papel de Tony.

## Filmografía

### Películas

#### Largometrajes
| Año  | Título                 | Personaje | Director          |
| ---- | ---------------------- | --------- | ----------------- |
| 2012 | El sexo de los ángeles | Bruno     | Xavier Villaverde |

#### Cortometrajes
| Año  | Título                 | Personaje | Director                                          |
| ---- | ---------------------- | --------- | ------------------------------------------------- |
| 2008 | Dídac i el technotaure | Pau       | Carlota Grau, Joan Manuel Giménez y Arianda Costa |
| 2012 | Bucle While            | Carlos    | Pedro Pérez Martí                                 |
| 2014 | Todos los sentidos     | Xavi      | Rubén Serra                                       |

### Series
| Año         | Título                   | Personaje                | Cadena                  | Notas         |
| ----------- | ------------------------ | ------------------------ | ----------------------- | ------------- |
| 2007        | El cor de la ciutat      | Marc                     | TV3                     | 1 episodio    |
| 2009 - 2010 | Ventdelplà               | Àlex Fernández           | TV3                     | 36 episodios  |
| 2011 - 2013 | Gran Hotel               | Andrés Cernuda Salinas   | Antena 3                | 39 episodios  |
| 2014 - 2016 | Velvet                   | Jonás Infantes           | Antena 3                | 35 episodios  |
| 2016        | Cites                    | Sergi Perelló            | TV3                     | 2 episodios   |
| 2017        | El Ministerio del Tiempo | Eusebi Güell             | La 1                    | 1 episodio    |
| 2017 - 2019 | Velvet Colección         | Jonás Infantes           | Movistar+               | 20 episodios  |
| 2019 - 2020 | Amar es para siempre     | Jacobo Esteban           | Antena 3                | 94 episodios  |
| 2022        | La que se avecina        | Manu                     | Prime Video / Telecinco | 1 episodio    |
| 2023        | Entre tierras            | Gabriel "Gabri" Expósito | Atresplayer / Antena 3  | 9 episodios   |
| 2023 - 2025 | La Moderna               | Miguel                   | La 1                    | 366 episodios |